# Coonamble
Coonamble is een plaats in de Australische deelstaat New South Wales en telt 2659 inwoners (2006).